# Hassan Maatouk
Hassan Ali Maatouk (in arabo حسن علي معتوق‎?; Sir el Gharbiyeh, 10 agosto 1987) è un calciatore libanese, attaccante dello Jwaya.
Iniziata la carriera professionistica all'età di 17 anni, nel 2005, con l'Ahed, in Libano, in sette anni vinse 11 trofei con la sua squadra, tra cui 3 campionati libanesi e 3 coppe libanesi. Nel 2011 si trasferì quindi negli Emirati Arabi Uniti nel 2011 in prestito all'Ajman, prima di firmare per l'Al-Shaab un anno dopo. Nel 2013 si trasferì al Fujairah, dove rimase per un totale di quattro stagioni segnando 46 gol in campionato per la squadra, di cui divenne il migliore marcatore di tutti i tempi. Nel 2017 tornò nel proprio paese d'origine, firmando per il Nejmeh: nella sua prima stagione vinse la Coppa d'Élite libanese e fu il vicecapocannoniere del campionato, nonché il giocatore che fornì il numero di assist in campionato. Nel 2018-2019 vinse ancora la Coppa d'Élite e fu il secondo giocatore per numero di assist forniti in campionato. In entrambi gli anni Maatouk vinse il Pallone d'oro libanese. Svincolatosi dal Nejmeh, nel 2019 si accordò con i rivali dell'Ansar, che aiutò a vincere, nel 2020-2021, il titolo nazionale per la prima volta dopo sette anni.
Esordì con la nazionale libanese nel 2006 contro l'Arabia Saudita, mentre il suo primo gol con il Libano arrivò nel 2011 contro il Bangladesh. Con 5 gol in 6 partite nel terzo turno di qualificazione per la Coppa d'Asia 2019, Maatouk aiutò il Libano a qualificarsi alla Coppa d'Asia per la prima volta da imbattuto. Nel 2023 Maatouk divenne il primatista di gol della nazionale libanese, superando Vardan Ghazaryan.

## Caratteristiche tecniche
Impiegato prevalentemente come ala, è in grado di giocare in diverse posizioni in attacco. Oltre a possedere doti da bomber, è in possesso di velocità e bravura nel dribbling. È conosciuto per l'ottima visione del gioco e per l'abilità con la palla, utile per creare occasioni per i compagni di squadra. Essendo abile con entrambi i piedi, risulta, inoltre, molto versatile.
Theo Bucker, l'ex allenatore della nazionale libanese, descrisse Maatouk come un giocatore che "si vede ogni dieci anni" e che "è impossibile da sostituire", mentre il suo ex allenatore all'Ajman, Abdul Wahab Abdul Qadir, disse che Maatouk "è molto veloce, batte molti giocatori e lavora sodo". Diego Maradona lo definì un giocatore "eccezionale". Il 22 agosto 2018 Miodrag Radulović, l'allenatore del Libano durante la Coppa d'Asia 2019, definì Maatouk un "leader" e "un giocatore davvero bravo", oltre che "uno dei migliori giocatori in Medio Oriente" e "proprio ai massimi livelli ", paragonandolo a "Stevan Jovetić, Mirko Vučinić e Stefan Savić".

## Carriera

### Club

#### Ahed
La carriera di Maatouk cominciò all'Al-Ahed nella Premier League libanese nel 2004-05 all'età di 17 anni, esordendo nella prima squadra come una punta per poi spostarsi sulla fascia. Segnò tre gol nella Coppa dell'AFC nel 2005, per poi essere stato eliminato con la sua squadra ai quarti di finale contro la squadra del Sun Hei SC dell'Hong Kong. Nel 2008 Maatouk fu il capocannoniere della Elite Cup Libanese con tre gol siglati, a pari merito con il suo compagno di squadra Salih Sadir. Il 20 gennaio del 2010 segnò una doppietta nei quarti della FA Cup contro il Nejmeh, sebbene la sua squadra fosse in 10, per portare l'Al-Ahed ai semifinali, che persero contro l'Al-Ansar 1-3.
Con l'Al-Ahed vinse la lega, la coppa nazionale e la Elite Cup 3 volte, la Supercoppa Libanese due volte e la Federation Cup una volta. Vinse anche la scarpa d'oro nella Lega Libanese per essere stato il capocannoniere con 15 gol durante la stagione 2010-11, la sua ultima stagione con l'Al-Ahed. Hassan Maatouk segnò un totale di 53 gol nel campionato in 6 anni con la squadra libanese.

#### Ajman e Al-Shaab
I primi due anni negli Emirati Arabi furono relativamente un successo, segnando un totale di 10 gol nella lega: 6 con l'Ajman (di cui una doppietta all'esordio), in prestito dall'Al-Ahed, durante la stagione 2011-12 e 4 con l'Al-Shaab la stagione successiva.
Le sue prestazioni attirarono l'attenzione di diverse squadre, come il Borussia Dortmund in Germania e l'Olympique Marseille, l'Ajaccio e il Nizza in Francia.

#### Fujairah
Nel 2013 Maatouk si trasferì al Fujairah, dove rimase per 3 stagioni sebbene furono retrocessi nella seconda divisione durante la stagione 2016-17. Segnò un totale di 46 gol in 91 presenze.
Hassan Maatouk fu rilasciato dalla squadra l'11 luglio 2017. Il volere della stella libanese di terminare il contratto arrivò dopo che la sua squadra non riuscì ad essere promossa nella prima divisione, sebbene avesse ancora 1 anno rimasto nel suo contratto.

#### Nejmeh
Maatouk decise finalmente di tornare in Libano nel 2017, firmando per il Nejmeh. Nella sua prima stagione con la squadra libanese segnò 13 gol e fece 14 assist in 21 presenze nella lega; fu il vice-capocannoniere e il giocatore con più assist durante la stagione 2017-18. La stagione seguente Maatouk segnò 7 gol ed altrettanti assist in 19 presenze nella lega. In due stagioni con il Nejmeh, Maatouk vince due Coppe d'Élite libanesi.

### Nazionale
Esordì nella nazionale maggiore libanese nel 2006, in un'amichevole contro l'Arabia Saudita vinta per 1-2. Il suo primo gol arrivò nel 2011, durante le qualificazioni al campionato mondiale di calcio 2014 contro il Bangladesh: aprì le marcature nella gara vinta per 4-0.
L'8 settembre del 2014 segnò un gol memorabile contro la nazionale olimpica del Brasile in una partita che finì in pareggio per 2-2. La partita, però, non è considerata una partita ufficiale dalla FIFA.
Nel 2016 Maatouk divenne il capitano della nazionale dopo che il ritiro dall'attività agonistica di Roda Antar. Hassan fu fondamentale durante le qualificazioni alla Coppa d'Asia 2019, segnando 5 gol in 6 partite e contribuire alla seconda qualificazione del Libano alla fase finale del torneo. Nella fase finale andò in gol su calcio di rigore nell'ultima delle tre partite del girone, vinta per 4-1 contro la Corea del Nord.
Il 19 novembre 2022, in un'amichevole contro il Kuwait a Dubai, Maatouk giocò la sua 100ª partita con il Libano, diventando il primo giocatore del suo paese a raggiungere le 100 presenze in nazionale. Superò anche il record di 21 gol di Vardan Ghazaryan per il Libano il 22 giugno 2023, segnando il suo 22esimo gol in nazionale contro il Bangladesh nel Coppa della Federazione calcistica dell'Asia meridionale 2023 diventando il primatista di gol della nazionale libanese dal 1971. Fu anche il suo primo gol in nazionale dopo quasi quattro anni.

## Statistiche

### Cronologia presenze in nazionale
| Cronologia completa delle presenze e delle reti in nazionale ― Libano | Cronologia completa delle presenze e delle reti in nazionale ― Libano | Cronologia completa delle presenze e delle reti in nazionale ― Libano | Cronologia completa delle presenze e delle reti in nazionale ― Libano | Cronologia completa delle presenze e delle reti in nazionale ― Libano | Cronologia completa delle presenze e delle reti in nazionale ― Libano | Cronologia completa delle presenze e delle reti in nazionale ― Libano | Cronologia completa delle presenze e delle reti in nazionale ― Libano |
| Data                                                                  | Città                                                                 | In casa                                                               | Risultato                                                             | Ospiti                                                                | Competizione                                                          | Reti                                                                  | Note                                                                  |
| --------------------------------------------------------------------- | --------------------------------------------------------------------- | --------------------------------------------------------------------- | --------------------------------------------------------------------- | --------------------------------------------------------------------- | --------------------------------------------------------------------- | --------------------------------------------------------------------- | --------------------------------------------------------------------- |
| 27-1-2006                                                             | Riyadh                                                                | Arabia Saudita                                                        | 2 – 1                                                                 | Libano                                                                | Amichevole                                                            | -                                                                     | Ingresso                                                              |
| 16-6-2007                                                             | Amman                                                                 | Siria                                                                 | 0 – 1                                                                 | Libano                                                                | Campionato Asia occ. 2007                                             | -                                                                     | 65’                                                                   |
| 20-6-2007                                                             | Amman                                                                 | Giordania                                                             | 3 – 0                                                                 | Libano                                                                | Campionato Asia occ. 2007                                             | -                                                                     | 58’                                                                   |
| 2-1-2008                                                              | Salmiya                                                               | Kuwait                                                                | 3 – 2                                                                 | Libano                                                                | Amichevole                                                            | -                                                                     | Ingresso                                                              |
| 20-1-2008                                                             | Zhongshan                                                             | Cina                                                                  | 0 – 0                                                                 | Libano                                                                | Amichevole                                                            | -                                                                     | 61’                                                                   |
| 28-1-2008                                                             | Amman                                                                 | Giordania                                                             | 4 – 1                                                                 | Libano                                                                | Amichevole                                                            | -                                                                     | Ingresso                                                              |
| 14-1-2009                                                             | Hanoi                                                                 | Vietnam                                                               | 3 – 1                                                                 | Libano                                                                | Qual. Coppa d'Asia 2011                                               | -                                                                     | 46’                                                                   |
| 1-4-2009                                                              | Sidone                                                                | Libano                                                                | 1 – 1                                                                 | Namibia                                                               | Amichevole                                                            | -                                                                     | 60’                                                                   |
| 19-8-2009                                                             | Nuova Delhi                                                           | India                                                                 | 0 – 1                                                                 | Libano                                                                | Amichevole                                                            | -                                                                     | 46’                                                                   |
| 22-8-2009                                                             | Nuova Delhi                                                           | Sri Lanka                                                             | 4 – 3                                                                 | Libano                                                                | Amichevole                                                            | -                                                                     | 72’                                                                   |
| 25-8-2009                                                             | Nuova Delhi                                                           | Kirghizistan                                                          | 1 – 1                                                                 | Libano                                                                | Amichevole                                                            | -                                                                     | 90’                                                                   |
| 27-8-2009                                                             | Nuova Delhi                                                           | Siria                                                                 | 1 – 0                                                                 | Libano                                                                | Amichevole                                                            | -                                                                     | 86’                                                                   |
| 14-11-2009                                                            | Beirut                                                                | Libano                                                                | 0 – 2                                                                 | Cina                                                                  | Qual. Coppa d'Asia 2011                                               | -                                                                     |                                                                       |
| 22-11-2009                                                            | Zhejiang                                                              | Cina                                                                  | 1 – 0                                                                 | Libano                                                                | Qual. Coppa d'Asia 2011                                               | -                                                                     |                                                                       |
| 6-1-2010                                                              | Sidone                                                                | Libano                                                                | 1 – 1                                                                 | Vietnam                                                               | Qual. Coppa d'Asia 2011                                               | -                                                                     |                                                                       |
| 3-3-2010                                                              | Damasco                                                               | Siria                                                                 | 4 – 0                                                                 | Libano                                                                | Qual. Coppa d'Asia 2011                                               | -                                                                     |                                                                       |
| 2-7-2010                                                              | Beirut                                                                | Libano                                                                | 0 – 6                                                                 | Kuwait                                                                | Amichevole                                                            | -                                                                     |                                                                       |
| 9-7-2010                                                              | Beirut                                                                | Libano                                                                | 0 – 1                                                                 | Oman                                                                  | Amichevole                                                            | -                                                                     |                                                                       |
| 17-7-2010                                                             | Al-Ain                                                                | Emirati Arabi Uniti                                                   | 2 – 6                                                                 | Libano                                                                | Amichevole                                                            | -                                                                     |                                                                       |
| 23-7-2011                                                             | Beirut                                                                | Libano                                                                | 4 – 0                                                                 | Bangladesh                                                            | Qual. Mondiali 2014                                                   | 1                                                                     |                                                                       |
| 28-7-2011                                                             | Dhaka                                                                 | Bangladesh                                                            | 2 – 0                                                                 | Libano                                                                | Qual. Mondiali 2014                                                   | -                                                                     | 90’                                                                   |
| 17-8-2011                                                             | Sidone                                                                | Libano                                                                | 2 – 3                                                                 | Siria                                                                 | Amichevole                                                            | 1                                                                     | 46’                                                                   |
| 2-9-2011                                                              | Goyang                                                                | Corea del Sud                                                         | 6 – 0                                                                 | Libano                                                                | Qual. Mondiali 2014                                                   | -                                                                     |                                                                       |
| 6-9-2011                                                              | Beirut                                                                | Libano                                                                | 3 – 1                                                                 | Emirati Arabi Uniti                                                   | Qual. Mondiali 2014                                                   | -                                                                     | 85’                                                                   |
| 11-10-2011                                                            | Beirut                                                                | Libano                                                                | 2 – 2                                                                 | Kuwait                                                                | Qual. Mondiali 2014                                                   | 2                                                                     | 15’                                                                   |
| 11-11-2011                                                            | Città del Kuwait                                                      | Kuwait                                                                | 0 – 1                                                                 | Libano                                                                | Qual. Mondiali 2014                                                   | -                                                                     | 83’                                                                   |
| 29-2-2012                                                             | Abu Dhabi                                                             | Emirati Arabi Uniti                                                   | 4 – 2                                                                 | Libano                                                                | Qual. Mondiali 2014                                                   | 1                                                                     | 81’                                                                   |
| 18-5-2012                                                             | Sidone                                                                | Libano                                                                | 1 – 2                                                                 | Giordania                                                             | Amichevole                                                            | -                                                                     |                                                                       |
| 3-6-2012                                                              | Beirut                                                                | Libano                                                                | 0 – 1                                                                 | Qatar                                                                 | Qual. Mondiali 2014                                                   | -                                                                     |                                                                       |
| 8-6-2012                                                              | Beirut                                                                | Libano                                                                | 1 – 1                                                                 | Uzbekistan                                                            | Qual. Mondiali 2014                                                   | -                                                                     |                                                                       |
| 12-6-2012                                                             | Goyang                                                                | Corea del Sud                                                         | 3 – 0                                                                 | Libano                                                                | Qual. Mondiali 2014                                                   | -                                                                     | 54’                                                                   |
| 6-9-2012                                                              | Beirut                                                                | Libano                                                                | 0 – 3                                                                 | Australia                                                             | Amichevole                                                            | -                                                                     |                                                                       |
| 11-9-2012                                                             | Beirut                                                                | Libano                                                                | 1 – 0                                                                 | Iran                                                                  | Qual. Mondiali 2014                                                   | -                                                                     |                                                                       |
| 16-10-2012                                                            | Sidone                                                                | Libano                                                                | 2 – 1                                                                 | Yemen                                                                 | Amichevole                                                            | -                                                                     |                                                                       |
| 14-11-2012                                                            | Doha                                                                  | Qatar                                                                 | 1 – 0                                                                 | Libano                                                                | Qual. Mondiali 2014                                                   | -                                                                     | 76’                                                                   |
| 6-2-2013                                                              | Tehran                                                                | Iran                                                                  | 5 – 0                                                                 | Libano                                                                | Qual. Coppa d'Asia 2015                                               | -                                                                     | 63’                                                                   |
| 17-3-2013                                                             | Riffa                                                                 | Bahrein                                                               | 0 – 0                                                                 | Libano                                                                | Amichevole                                                            | -                                                                     | 77’                                                                   |
| 22-3-2013                                                             | Beirut                                                                | Libano                                                                | 5 – 2                                                                 | Thailandia                                                            | Qual. Coppa d'Asia 2015                                               | 1                                                                     |                                                                       |
| 26-3-2013                                                             | Tashkent                                                              | Uzbekistan                                                            | 1 – 0                                                                 | Libano                                                                | Qual. Mondiali 2014                                                   | -                                                                     | 71’                                                                   |
| 4-6-2013                                                              | Beirut                                                                | Libano                                                                | 1 – 1                                                                 | Corea del Sud                                                         | Qual. Mondiali 2014                                                   | 1                                                                     |                                                                       |
| 11-6-2013                                                             | Tehran                                                                | Iran                                                                  | 4 – 0                                                                 | Libano                                                                | Qual. Mondiali 2014                                                   | -                                                                     |                                                                       |
| 6-9-2013                                                              | Beirut                                                                | Libano                                                                | 2 – 0                                                                 | Siria                                                                 | Amichevole                                                            | 1                                                                     | 59’                                                                   |
| 9-9-2013                                                              | Doha                                                                  | Qatar                                                                 | 1 – 1                                                                 | Libano                                                                | Amichevole                                                            | -                                                                     | 77’                                                                   |
| 15-10-2013                                                            | Beirut                                                                | Libano                                                                | 1 – 1                                                                 | Kuwait                                                                | Qual. Coppa d'Asia 2015                                               | -                                                                     |                                                                       |
| 15-11-2013                                                            | Città del Kuwait                                                      | Kuwait                                                                | 0 – 0                                                                 | Libano                                                                | Qual. Coppa d'Asia 2015                                               | -                                                                     | 59’                                                                   |
| 19-11-2013                                                            | Beirut                                                                | Libano                                                                | 1 – 4                                                                 | Iran                                                                  | Qual. Coppa d'Asia 2015                                               | -                                                                     | 53’                                                                   |
| 5-4-2014                                                              | Bangkok                                                               | Thailandia                                                            | 2 – 5                                                                 | Libano                                                                | Qual. Coppa d'Asia 2015                                               | 2                                                                     |                                                                       |
| 9-10-2014                                                             | Doha                                                                  | Qatar                                                                 | 5 – 0                                                                 | Libano                                                                | Amichevole                                                            | -                                                                     | 70’                                                                   |
| 14-10-2014                                                            | Jedda                                                                 | Arabia Saudita                                                        | 1 – 1                                                                 | Libano                                                                | Amichevole                                                            | -                                                                     | 33’ 87’                                                               |
| 11-6-2015                                                             | Sidone                                                                | Libano                                                                | 0 – 1                                                                 | Kuwait                                                                | Qual. Mondiali 2018                                                   | -                                                                     |                                                                       |
| 16-6-2015                                                             | Vientiane                                                             | Laos                                                                  | 0 – 2                                                                 | Libano                                                                | Qual. Mondiali 2018                                                   | -                                                                     |                                                                       |
| 8-9-2015                                                              | Beirut                                                                | Libano                                                                | 0 – 3                                                                 | Corea del Sud                                                         | Qual. Mondiali 2018                                                   | -                                                                     |                                                                       |
| 8-10-2015                                                             | Bangkok                                                               | Birmania                                                              | 0 – 2                                                                 | Libano                                                                | Qual. Mondiali 2018                                                   | 1                                                                     |                                                                       |
| 13-10-2015                                                            | Città del Kuwait                                                      | Kuwait                                                                | 0 – 0                                                                 | Libano                                                                | Qual. Mondiali 2018                                                   | -                                                                     | 90+1’                                                                 |
| 12-11-2015                                                            | Beirut                                                                | Libano                                                                | 7 – 0                                                                 | Laos                                                                  | Qual. Mondiali 2018                                                   | 1                                                                     |                                                                       |
| 17-11-2015                                                            | Skopje                                                                | Macedonia                                                             | 0 – 1                                                                 | Libano                                                                | Amichevole                                                            | -                                                                     | 70’                                                                   |
| 24-3-2016                                                             | Ansan                                                                 | Corea del Sud                                                         | 1 – 0                                                                 | Libano                                                                | Qual. Mondiali 2018                                                   | -                                                                     | 90+1’                                                                 |
| 29-3-2016                                                             | Sidone                                                                | Libano                                                                | 1 – 1                                                                 | Birmania                                                              | Qual. Mondiali 2018                                                   | -                                                                     |                                                                       |
| 31-8-2016                                                             | Beirut                                                                | Libano                                                                | 1 – 1                                                                 | Giordania                                                             | Amichevole                                                            | -                                                                     | cap.                                                                  |
| 5-9-2016                                                              | Tripoli                                                               | Libano                                                                | 2 – 0                                                                 | Afghanistan                                                           | Amichevole                                                            | 1                                                                     | cap.                                                                  |
| 11-10-2016                                                            | Beirut                                                                | Libano                                                                | 1 – 1                                                                 | Guinea Equatoriale                                                    | Amichevole                                                            | 1                                                                     | cap. 93’                                                              |
| 15-11-2016                                                            | Amman                                                                 | Giordania                                                             | 0 – 0                                                                 | Libano                                                                | Amichevole                                                            | -                                                                     | cap.                                                                  |
| 28-3-2017                                                             | Beirut                                                                | Libano                                                                | 2 – 0                                                                 | Hong Kong                                                             | Qual. Coppa d'Asia 2019                                               | 1                                                                     | cap. 87’                                                              |
| 13-6-2017                                                             | Kuala Lumpur                                                          | Malaysia                                                              | 1 – 2                                                                 | Libano                                                                | Qual. Coppa d'Asia 2019                                               | -                                                                     | cap.                                                                  |
| 5-9-2017                                                              | Pyongyang                                                             | Corea del Nord                                                        | 2 – 2                                                                 | Libano                                                                | Qual. Coppa d'Asia 2019                                               | 1                                                                     | cap.                                                                  |
| 10-10-2017                                                            | Beirut                                                                | Libano                                                                | 5 – 0                                                                 | Corea del Nord                                                        | Qual. Coppa d'Asia 2019                                               | 1                                                                     | cap. 78’                                                              |
| 14-11-2017                                                            | Hong Kong                                                             | Hong Kong                                                             | 0 – 1                                                                 | Libano                                                                | Qual. Coppa d'Asia 2019                                               | 1                                                                     | cap.                                                                  |
| 27-3-2018                                                             | Beirut                                                                | Libano                                                                | 2 – 1                                                                 | Malaysia                                                              | Qual. Coppa d'Asia 2019                                               | 1                                                                     | cap.                                                                  |
| 6-9-2018                                                              | Amman                                                                 | Giordania                                                             | 0 – 1                                                                 | Libano                                                                | Amichevole                                                            | -                                                                     | cap. 94’                                                              |
| 9-9-2018                                                              | Amman                                                                 | Oman                                                                  | 0 – 0                                                                 | Libano                                                                | Amichevole                                                            | -                                                                     | cap. 90’                                                              |
| 15-11-2018                                                            | Robina                                                                | Uzbekistan                                                            | 0 – 0                                                                 | Libano                                                                | Amichevole                                                            | -                                                                     | cap. 88’                                                              |
| 20-11-2018                                                            | Sydney                                                                | Australia                                                             | 3 – 0                                                                 | Libano                                                                | Amichevole                                                            | -                                                                     | cap.                                                                  |
| 9-1-2019                                                              | al-'Ayn                                                               | Qatar                                                                 | 2 – 0                                                                 | Libano                                                                | Coppa d'Asia 2019 - 1º turno                                          | -                                                                     | cap. 64’                                                              |
| 12-1-2019                                                             | Dubai                                                                 | Libano                                                                | 0 – 2                                                                 | Arabia Saudita                                                        | Coppa d'Asia 2019 - 1º turno                                          | -                                                                     | cap. 76’                                                              |
| 17-1-2019                                                             | Sharjah                                                               | Libano                                                                | 4 – 1                                                                 | Corea del Nord                                                        | Coppa d'Asia 2019 - 1º turno                                          | 1                                                                     | cap.                                                                  |
| 30-7-2019                                                             | Karbala                                                               | Iraq                                                                  | 1 – 0                                                                 | Libano                                                                | Campionato Asia occ. 2019                                             | -                                                                     | cap. 68’                                                              |
| 2-8-2019                                                              | Karbala                                                               | Siria                                                                 | 1 – 2                                                                 | Libano                                                                | Campionato Asia occ. 2019                                             | -                                                                     | cap.                                                                  |
| 5-8-2019                                                              | Karbala                                                               | Libano                                                                | 0 – 0                                                                 | Palestina                                                             | Campionato Asia occ. 2019                                             | -                                                                     | cap.                                                                  |
| 8-8-2019                                                              | Karbala                                                               | Libano                                                                | 1 – 2                                                                 | Yemen                                                                 | Campionato Asia occ. 2019                                             | -                                                                     | cap. 62’                                                              |
| 5-9-2019                                                              | Pyongyang                                                             | Corea del Nord                                                        | 2 – 0                                                                 | Libano                                                                | Qual. Mondiali 2022                                                   | -                                                                     | cap.                                                                  |
| 10-10-2019                                                            | Beirut                                                                | Libano                                                                | 2 – 1                                                                 | Turkmenistan                                                          | Qual. Mondiali 2022                                                   | -                                                                     | cap.                                                                  |
| 15-10-2019                                                            | Colombo                                                               | Sri Lanka                                                             | 0 – 3                                                                 | Libano                                                                | Qual. Mondiali 2022                                                   | 1                                                                     | cap.                                                                  |
| 14-11-2019                                                            | Beirut                                                                | Libano                                                                | 0 – 0                                                                 | Corea del Sud                                                         | Qual. Mondiali 2022                                                   | -                                                                     | cap.                                                                  |
| 19-11-2019                                                            | Beirut                                                                | Libano                                                                | 0 – 0                                                                 | Corea del Nord                                                        | Qual. Mondiali 2022                                                   | -                                                                     | cap.                                                                  |
| 12-11-2020                                                            | Dubai                                                                 | Bahrein                                                               | 3 – 1                                                                 | Libano                                                                | Amichevole                                                            | -                                                                     | cap.                                                                  |
| 7-10-2021                                                             | Doha                                                                  | Iraq                                                                  | 0 – 0                                                                 | Libano                                                                | Qual. Mondiali 2022                                                   | -                                                                     | cap. 76’                                                              |
| 15-6-2023                                                             | Bhubaneswar                                                           | India                                                                 | 0 – 0                                                                 | Libano                                                                | Coppa Intercontinentale 2023 - 1º turno                               | -                                                                     | cap.                                                                  |
| 18-6-2023                                                             | Bhubaneswar                                                           | India                                                                 | 2 – 0                                                                 | Libano                                                                | Coppa Intercontinentale 2023 - Finale                                 | -                                                                     | cap.                                                                  |
| 22-6-2023                                                             | Bengaluru                                                             | Libano                                                                | 2 – 0                                                                 | Bangladesh                                                            | SAFF Championship 2023 - 1º turno                                     | 1                                                                     | 87’                                                                   |
| 25-6-2023                                                             | Bengaluru                                                             | Bhutan                                                                | 1 – 4                                                                 | Libano                                                                | SAFF Championship 2023 - 1º turno                                     | -                                                                     | 86’                                                                   |
| 28-6-2023                                                             | Bengaluru                                                             | Libano                                                                | 1 – 0                                                                 | Maldive                                                               | SAFF Championship 2023 - 1º turno                                     | 1                                                                     | 61’                                                                   |
| 1-7-2023                                                              | Bengaluru                                                             | Libano                                                                | 0 – 0 dts (2-4 dtr)                                                   | India                                                                 | SAFF Championship 2023 - Semifinale                                   | -                                                                     | Cap.                                                                  |
| 12-10-2023                                                            | Podgorica                                                             | Montenegro                                                            | 3 – 2                                                                 | Libano                                                                | Amichevole                                                            | -                                                                     | cap. 60’                                                              |
| Totale                                                                |                                                                       | Presenze                                                              | 93                                                                    |                                                                       | Reti                                                                  | 23                                                                    |                                                                       |

| Cronologia completa delle presenze e delle reti in nazionale ― Libano olimpica | Cronologia completa delle presenze e delle reti in nazionale ― Libano olimpica | Cronologia completa delle presenze e delle reti in nazionale ― Libano olimpica | Cronologia completa delle presenze e delle reti in nazionale ― Libano olimpica | Cronologia completa delle presenze e delle reti in nazionale ― Libano olimpica | Cronologia completa delle presenze e delle reti in nazionale ― Libano olimpica | Cronologia completa delle presenze e delle reti in nazionale ― Libano olimpica | Cronologia completa delle presenze e delle reti in nazionale ― Libano olimpica |
| Data                                                                           | Città                                                                          | In casa                                                                        | Risultato                                                                      | Ospiti                                                                         | Competizione                                                                   | Reti                                                                           | Note                                                                           |
| ------------------------------------------------------------------------------ | ------------------------------------------------------------------------------ | ------------------------------------------------------------------------------ | ------------------------------------------------------------------------------ | ------------------------------------------------------------------------------ | ------------------------------------------------------------------------------ | ------------------------------------------------------------------------------ | ------------------------------------------------------------------------------ |
| 28-2-2007                                                                      | Hanoi                                                                          | Vietnam olimpica                                                               | 2 – 0                                                                          | Libano olimpica                                                                | Qual. Olimpiadi 2008                                                           | -                                                                              | 86’                                                                            |
| 14-3-2007                                                                      | Beirut                                                                         | Libano olimpica                                                                | 1 – 0                                                                          | Oman olimpica                                                                  | Qual. Olimpiadi 2008                                                           | -                                                                              | 55’                                                                            |
| 28-3-2007                                                                      | Jakarta                                                                        | Indonesia olimpica                                                             | 1 – 2                                                                          | Libano olimpica                                                                | Qual. Olimpiadi 2008                                                           | 1                                                                              |                                                                                |
| 18-4-2007                                                                      | Beirut                                                                         | Libano olimpica                                                                | 2 – 1                                                                          | Indonesia olimpica                                                             | Qual. Olimpiadi 2008                                                           | -                                                                              |                                                                                |
| 16-5-2007                                                                      | Beirut                                                                         | Libano olimpica                                                                | 1 – 0                                                                          | Vietnam olimpica                                                               | Qual. Olimpiadi 2008                                                           | -                                                                              | 60’                                                                            |
| 23-8-2007                                                                      | Pyongyang                                                                      | Corea del Nord olimpica                                                        | 0 – 1                                                                          | Libano olimpica                                                                | Qual. Olimpiadi 2008                                                           | -                                                                              |                                                                                |
| 8-9-2007                                                                       | Beirut                                                                         | Libano olimpica                                                                | 0 – 5                                                                          | Iraq olimpica                                                                  | Qual. Olimpiadi 2008                                                           | -                                                                              |                                                                                |
| 12-9-2007                                                                      | Gosford                                                                        | Australia olimpica                                                             | 3 – 0                                                                          | Libano olimpica                                                                | Qual. Olimpiadi 2008                                                           | -                                                                              |                                                                                |
| 17-10-2007                                                                     | Beirut                                                                         | Libano olimpica                                                                | 0 – 0                                                                          | Australia olimpica                                                             | Qual. Olimpiadi 2008                                                           | -                                                                              | Ingresso                                                                       |
| 17-11-2007                                                                     | Beirut                                                                         | Libano olimpica                                                                | 1 – 0                                                                          | Corea del Nord olimpica                                                        | Qual. Olimpiadi 2008                                                           | -                                                                              | Ingresso                                                                       |
| 21-11-2007                                                                     | Al Rayyan                                                                      | Iraq olimpica                                                                  | 5 – 2                                                                          | Libano olimpica                                                                | Qual. Olimpiadi 2008                                                           | 1                                                                              |                                                                                |
| Totale                                                                         |                                                                                | Presenze                                                                       | 11                                                                             |                                                                                | Reti                                                                           | 2                                                                              |                                                                                |

## Palmarès

### Club

#### Competizioni nazionali
- Prima Divisione: 3

Ahed: 2007-2008, 2009-2010, 2010-2011
Ansar: 2020-21
- Coppa del Libano: 4

Ahed: 2004-2005, 2008-2009, 2010-2011
Ansar: 2020-2021
- Supercoppa del Libano: 2

Ahed: 2008, 2011
- Coppa d'Élite libanese: 5

Ahed: 2008, 2010, 2011
Nejmeh: 2017, 2018

### Individuale
- Pallone d'oro libanese: 4

2009-2010, 2010-2011, 2017-2018, 2018-2019
- Squadra dell'anno libanese: 4

2009-2010, 2010-2011, 2017-2018, 2018-2019
- Capocannoniere Prima Divisione: 2

2010-2011, 2020-21
- Maggior numero di assist nella Prima Divisione: 2

2017-2018, 2020-21
- Capocannoniere Coppa d'Élite libanese: 2

2008, 2019